# In the End (album)
Albums de The Cranberries
Something Else
(2017)
In the End est le huitième et dernier album studio du groupe de rock alternatif Irlandais The Cranberries sorti le 26 avril 2019. 
Il s'agit d'un album posthume consécutif au décès brutal de la chanteuse du groupe Dolores O'Riordan en janvier 2018, les autres membres ayant utilisé pour ses parties vocales des démos enregistrées auparavant par la chanteuse en prévision d'un futur album du groupe. Les démos se trouvaient dans le disque dur de Dolores O'Riordan, à son domicile de New York. La chanteuse Johanna Cranitch a aussi participé à l'album pour ajouter des parties vocales. La voix de Dolores O'Riordan n'a pas été retouchée par l'Auto-tune

## Pistes
| No  | Titre                  | Durée |
| --- | ---------------------- | ----- |
| 1.  | All Over Now           | 4:16  |
| 2.  | Lost                   | 4:00  |
| 3.  | Wake Me When It's Over | 4:12  |
| 4.  | A Place I Know         | 4:26  |
| 5.  | Catch Me If You Can    | 4:38  |
| 6.  | Got It                 | 4:02  |
| 7.  | Illusion               | 4:07  |
| 8.  | Crazy Heart            | 3:25  |
| 9.  | Summer Song            | 3:34  |
| 10. | The Pressure           | 3:22  |
| 11. | In the End             | 2:57  |

## Accueil critique
L'album obtient des critiques globalement favorables avec un score de 76/100 sur le site Metacritic, sur la base de 10 critiques collectées.
Dave Simpson, du Guardian, lui donne 4 étoiles sur 5. Roisin O'Connor, de The Independent, lui donne 4 étoiles sur 5. Neil Z. Yeung, d'AllMusic, lui donne 3,5 étoiles sur 5. Kory Grow, de Rolling Stone, lui donne 3,5 étoiles sur 5. Mark Beaumont, du New Musical Express, lui donne 3 étoiles sur 5.